# 六四事件三十四週年
2023年是六四事件三十四周年，台灣、美國、德國、法國、加拿大、波蘭和荷蘭等地舉行紀念活動，悼念在1989年6月4日解放军武力镇压過程中喪生的學生和市民，並聲援被捕的中國活动人士。
在香港，往年例行舉辦的全球最大規模六四守夜紀念活动在港區國安法的高壓下難以成行，成為歷史。部分活動人士在街頭被捕。維多利亞公園因被香港廣東社團總會及多個廣東同鄉社團租用，並舉辦“家鄉市集”，未能進行燭光晚會。與此同時，在臺灣，民間團體及其他人士則舉行集會，悼念遇難者。
此前一年的11月（當地時間2022年11月中旬），中國大陸各地爆發的「白紙運動」是自六四事件以來中國大陸出現的最大規模反政府集會和示威運動。在這一年，由於中共中央總書記習近平破例第三次出任國家主席等職務（當地時間2023年3月10日），部分大陸民眾對中共中央總書記習近平、中國共產黨以及中國政府的好感度直線下滑。自「白紙運動」後，人們的思想開始逐漸得到解放，對自由（言論自由、新聞自由）和民主生活的渴望越發強烈。然而，中國共產黨及各政府部門對民眾思想的控制變得愈加嚴格。

## 纪念活动

### 中國大陸
6月3日，北京鸟巢体育场外有一名女性登上高台抛散《独立宣言》选段传单，呼吁中国民主化，其随后遭安保人员和警察拘捕。
4日，德国驻華大使馆與英國駐華大使館在新浪微博上貼出紀念六四事件的內容，但很快這些內容被新浪微博刪除。
据明报、法国广播电台等媒体报道，前一年四通桥抗议之后新设的「看桥员」在六四期间重新上岗。四通桥路牌被当局拆除，其位置信息则在百度和高德等地图应用中被隐藏。
此前国际骇客组织“匿名者”（Anonymous）推特官方帐号5月31日宣布，“哈罗，中国，我们回来了”，网友纷纷呼吁采取行动，提醒中国民众不要忘了1989年六四事件。
推特1日出现“Anonymous64”新帐号，IP位置显示在中国。第一则推文上传当年示威者只身挡住一排解放军坦克的经典照片，强调“毋忘六四”。“Anonymous64”5日贴出多张截图表示，已攻击中共网站，要让世界看到中国的真实，以及六四天安门事件的真相。
解放军陆军工程大学、航天工程大学官网被骇客入侵，首页被植入“毋忘六四”黑底红字标题，还被植入当年解放军坦克车驶入北京镇压的照片。
“Anonymous64”并称，这次攻击目标是电子看板，地点遍及北京、上海、重庆、泉州、香港等。截图显示，有电子看板网站被骇改播“毋忘六四”、“还我言论自由”等图。
另外植入了“北京四通桥革命”的图片和彭载舟的口号“不要核酸要吃饭……不做奴才做公民”以及植入一张题为“作风优良，能打胜仗”的恶狗追松鼠的漫画，嘲讽解放军。

### 法国
6月4日，中国留学生在巴黎市中心圣米歇尔广场组织游行。同日，法国协会组织「中国团结」在巴黎市中心的蓬皮杜文化中心附近举行集会纪念六四事件，无国界记者、大赦国际、国际人权联盟、法国共同反对死刑等非政府组织委任代表出席。法国汉学家Marie Holzman提到，过往法国的纪念活动主要由该国的人权组织发起，而今年则有以留学生为主的中国年轻人组织活动。她认为，有更多中国年轻人开始关注这一历史事件。

### 台湾
6月3日，陸委會呼籲中共應勇於面對歷史教訓，省思治理體制，落實民主與保障人權。
6月4日，中華民國總統蔡英文透過臉書談到「貴州地鐵大合唱事件」，並指出期盼有一天，中國的年輕朋友可以自由自在地歌唱。

### 美国
6月2日，「纪念六四」博物馆在纽约揭幕。
6月3日，美国国务院发表声明，表示六四事件受害者的英勇不会被忘记。美国将继续在中国与世界各地倡导民众的人权与根本自由。
6月5日晚，美国国会众议院美中战略竞争特设委员会在国会山召开圆桌讨论，纪念天安门大屠杀34周年。

### 香港

#### 6月3日 (六四前夕)
下午時分, 警方以涉嫌「在公眾地方擾亂秩序」或「作出具煽動意圖的作為」罪，於銅鑼灣一帶拘捕共4名人士。
黃昏時分, 天安門母親運動代表台大研究生劉家儀和支聯會義工關振邦於維園被帶上警車。
晚上時分, 藝術家三木在銅鑼灣被警方帶上警車。藝術家陳美彤晚上亦在附近一帶被帶上警車。

#### 6月4日 (六四當天)
警方在銅鑼灣一帶出動五至六千警力佈防, 附近球場等設施被圍封。 維園, 作為舉行六四悼念活動的主要場所, 當天被26個不同省份的同鄉會用於舉行集市。市民入場需要穿過重重水馬鐵馬和安檢。
下午時分, 社運人士「王婆婆」王鳳瑤手持鮮花被帶上警車, 隨後有至少四人被警方帶走。 記協前主席麥燕庭被警方帶走。
晚上時分, 社民連主席陳寶瑩手持鮮花和蠟燭, 被警方拉入封鎖線, 而後被拉上警車。 職工盟前副主席鄧建華及前支聯會常委徐漢光被帶上警車; 有海外留學生被截查; 有男子在長椅上打開手機手電筒被警察抓上警車; 有女士手機裏展示蠟燭的相片被拉上警車; 有戴助聽器男子兩度被截查, 因背包有電子蠟燭被警方帶走。據警方晚间统计，當天有1人因“涉嫌妨碍警务人员执行职务”遭到拘捕；23人因“涉嫌破坏社会安宁”遭带走。部分後來获准离开警局。而算上六四前夕及六四當天，香港警方共帶走32人。
當天香港1輛車牌為「US8964」的保時捷跑車在銅鑼灣遭港警扣押。
美國駐港領事館和歐盟駐港辦事處一如往年，在辦公室窗台燃點燭光，悼念六四事件。
外交部驻港公署发言人表示，坚决反对和严厉谴责美国、加拿大等国家驻港总领馆的六四紀念活動。
据香港媒体报道，警方出动约6000人在公园周边地区巡逻，并于3日拘捕4人，以彻底镇压纪念活动。

### 加拿大
當地時間6月4日，安大略省首府多倫多和不列顛哥倫比亞省首府溫哥華各有數百人參加紀念活動，並呼籲中國政府釋放在中國和香港被關押的"政治犯"。
亞伯達省首府埃德蒙頓，港人组织「愛民頓香港民主陣線」举办小型悼念活动并主持舞台剧《5月35日》放映。

## 國際反應

### 联合国
- 聯合國人權辦公室表示对香港特区与六四纪念有关的拘留报道感到震惊；敦促释放任何因行使言論自由与和平集會自由而被拘留的人；呼吁当局充分遵守《公民权利和政治权利国际公约》的义务。[35]

### 中华人民共和国
外交部发言人毛宁在例行记者会上表示：“对于上世纪80年代末发生的那场政治风波，中国政府早已经有了明确结论。”